# Paul Friedrich zu Mecklenburg (1882–1904)

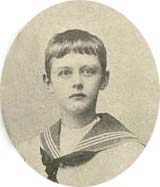
Herzog Paul Friedrich zu Mecklenburg (-Schwerin) (1882–1904)

Paul Friedrich, Herzog zu Mecklenburg [-Schwerin] (* 12. Mai 1882 in Schwerin; † 21. Mai 1904 in Kiel; vollständiger Name: Paul Friedrich Karl Alexander Michael Hugo) war ein deutscher Seeoffizier der Kaiserlichen Marine.

## Familie
Paul Friedrich war das älteste Kind des Herzogs Paul Friedrich (1852–1923) und seiner Frau, der österreichischen Prinzessin Marie von Windisch-Graetz (1856–1929). Er war der ältere Bruder des Herzogs Heinrich Borwin (1885–1942) und der Herzogin Marie Antoinette (1884–1944). Zudem war er der bis dahin jüngste Enkel des Großherzogs Friedrich Franz II. (1823–1883). Paul Friedrich wurde zunächst lutherisch getauft. Nachdem Großherzog Friedrich Franz II. verstorben war, trat er auf Wunsch der Mutter zum katholischen Glauben über.

## Marinelaufbahn
Der junge Herzog erhielt wie seine Verwandten eine standesgemäße schulische Ausbildung. Paul Friedrich entschied sich danach für eine Offizierslaufbahn in der Kaiserlichen Marine. Nach bestandener Eintrittsprüfung an der Kieler Marineschule begann er im Frühjahr 1902 seine Ausbildung. Die erste seemännische und artilleristische Ausbildung erhielt er im selben Jahr auf dem Segelschulschiff Charlotte. 1904 diente der mittlerweile zum Leutnant zur See beförderte Herzog an Bord des Artillerieschulschiffes Mars. Sein früher Tod setzte der weiteren Offizierslaufbahn ein jähes Ende.

## Todesumstände
Paul Friedrich zu Mecklenburg wurde am 20. Mai 1904 um 7.00 Uhr morgens erhängt im Schlafzimmer seiner Villa in Kiel-Düsternbrook aufgefunden. Der Offiziersbursche, der den Herzog am Morgen wecken sollte, sprach schockiert von einem Engel der dort hängen würde. Sofort informierte sein ihm zugeteilter militärischer Begleiter Oberleutnant Joachim von Arnim (1876–1933) den mecklenburgischen Großherzog Friedrich Franz IV., der seinerseits den Präsidenten des Schweriner Landgerichts Adolf Langfeld nach Kiel entsandte. Der ebenfalls informierte Chef der Marinestation der Ostsee Vizeadmiral Prinz Heinrich von Preußen ließ zudem eine militärgerichtliche Untersuchung einleiten.
Paul Friedrich hatte sich aus Seitengewehrkoppel und Stricken eine Apparatur gebaut, mit der er am Lampenhaken hängend im Raum schweben konnte. Die Riemen der Apparatur verrutschten und strangulierten folgend den Hals des Herzogs. Zudem fand man eine Kavallerielanze, deren Zweck aber ungeklärt blieb. Langfeld und weitere Zeugen gingen von einem Unfall aus, sie hielten eine Suizidabsicht für unwahrscheinlich. So zumindest die offiziellen Verlautbarungen der beteiligten Beamten. Großherzog Friedrich Franz IV. ließ wegen der ungeklärten Umstände des Todes eine Obduktion anordnen. Die dann vom Kieler Professor der Anatomie Arnold Heller durchgeführte gerichtsmedizinische Untersuchung stützte die Version eines Unfalltodes. Er stellte außerdem fest, dass der Herzog versucht hatte sich zu befreien. Langfeld teilte daraufhin dem Schweriner Staatsministerium mit, dass der Tod „auf einen Unglücksfall bei gymnastischen Übungen, welche der Verstorbene vor dem Schlafengehen angestellt habe, zurückzuführen sei“.
Ein vertraulicher Bericht, den Langfeld erstellt hatte, gibt weitere Auskunft über die Auffindung des Leichnams: „Am Lampenhaken im Schlafzimmer hing die unbekleidete Leiche des Herzogs... Auf dem Kopf trug sie eine langhaarige blonde Frauenperücke“. Die Frauenperücke nahm Langfeld am Ort des Geschehens an sich und verbrannte sie „im großen Feuerloch der Heizung des Regierungsgebäudes“ in Schwerin. Für Langfeld stand außer Frage, dass die Angelegenheit geheim gehalten werden musste. Die Auffindesituation hätte nur „böswilligen oder lüsternden Verdächtigungen Nahrung geboten“ und das Ansehen der gesamten herzoglichen Familie nachhaltig beschädigt. Der Öffentlichkeit sollten daher die Umstände des Todes vorenthalten werden.
Es konnte nie zweifelsfrei geklärt werden, ob ein Unfall oder Suizidabsicht den Tod des jungen Herzoges herbeiführten.
Nach dem Ende der Untersuchungen wurde der Leichnam mit militärischen Ehren nach Ludwigslust überführt und den Eltern übergeben. Paul Friedrichs Mutter empörte sich über den Zustand des Leichnams, der Schnitte am Hals aufwies. Für sie war es ein Indiz, dass ihr Sohn wegen seines katholischen Glaubens ermordet wurde. Dabei war die Erklärung denkbar einfach: Die Schnitte stammten von der in Kiel vorgenommenen Sektion.
Paul Friedrich zu Mecklenburg wurde am 24. Mai 1904 in der Gruft der katholischen St. Helena und Andreas Kirche in Ludwigslust beigesetzt. Im Mai 1923 wurde der Sarg im Zuge der Beisetzung seines Vaters Paul Friedrich zu Mecklenburg in das Louisen-Mausoleum überführt.

## Auszeichnungen

### Orden und Ehrenzeichen
(Quelle: Rangliste der Deutschen Reichsmarine für das Jahr 1904.)
- Orden der wendischen Krone mit Ordenskette in Erz
- Greifenorden, Großkreuz
- Königlich niederländischer Löwenorden, Großkreuz
- Orden von Oranien-Nassau, Großkreuz

### À la suite
- 15. März 1900 Leutnant à la suite des 1. Großherzoglich Mecklenburgischen Dragoner-Regiments Nr. 17[13][14]

## Gedenkkultur
Nachdem Hofmarschallamt und Magistrat im Mai 1905 verhandelt hatten, wurde die Koppelallee in Ludwigslust zu Ehren des verstorbenen Herzogs in Paul-Friedrich-Allee umbenannt.